# 青山岛
青山岛是位于韩国南海的海岛，是全罗南道莞岛郡青山面的主岛。青山岛由大茅岛、小茅岛、丽瑞岛和长岛4个有人岛及多个无人岛组成，岛上四季树木茂密、青翠，因此得名“青山岛”。因青山岛与清透、湛蓝的海水交相辉映，风景和谐俊美，自古以来就被认为是神仙居住的海岛，因此也被叫做“仙山”或“仙源”。

## 交通

### 客轮
莞岛郡莞岛港至青山岛港每天有5班可载车客轮运行，航行时间50分钟左右。 每年4~5月青山岛漫步节期间，客轮每天增至8班，周末增至15班。

### 乡村巴士

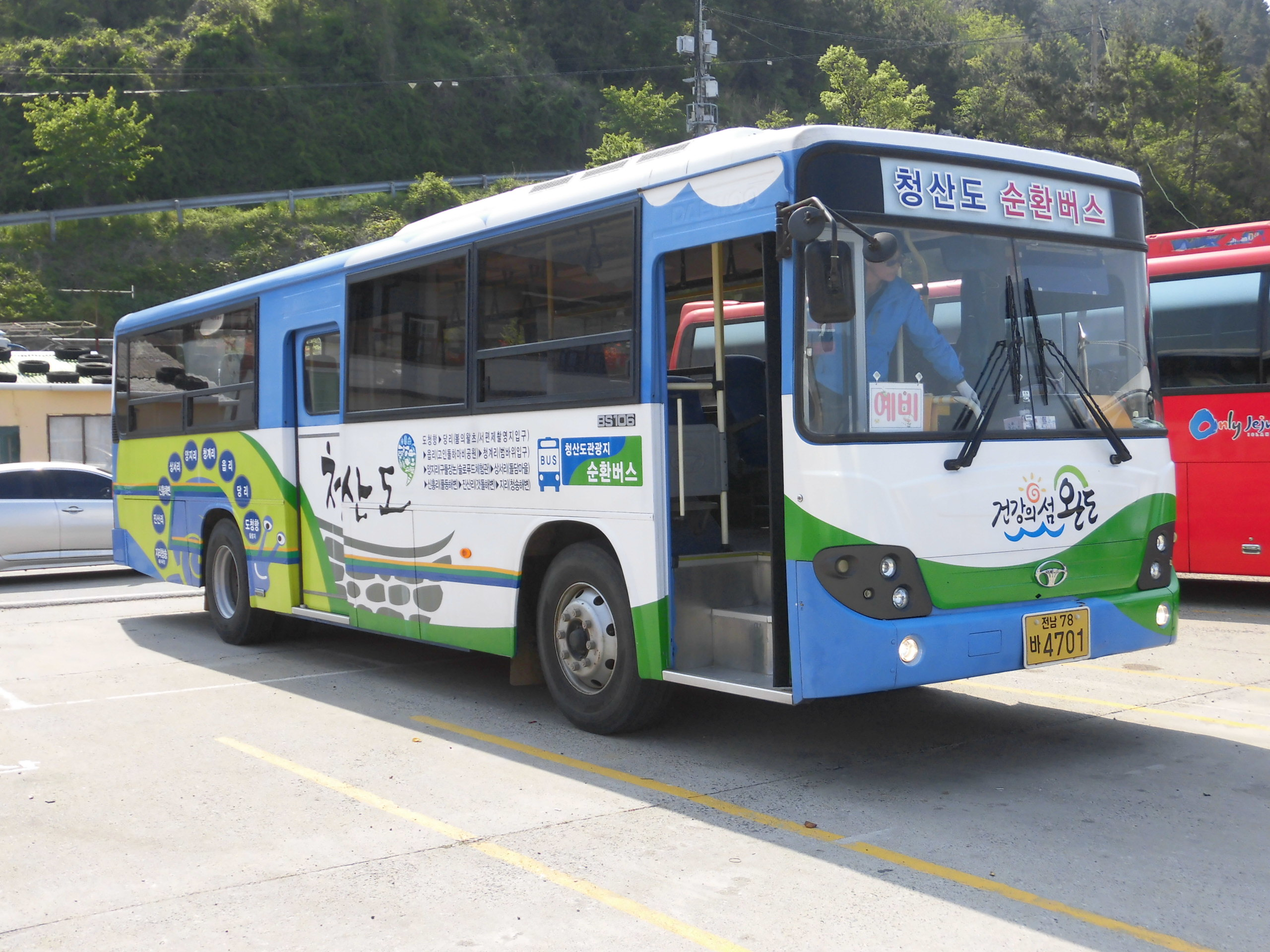
Cheongsan Tour Bus 4701

青山岛港至珍山里方向的乡村巴士每日运行5班，青山岛港至全德里方向的乡村巴士每日运行2班。

## 文化

### 炕板梯田
炕板梯田是青山岛的传统耕作模式。因青山岛地形坡度较大，加上石头较多且属于沙质土壤因此土壤保水性能差，容易造成农作物缺水的情况，不利于耕作。为了在这样不利于农耕的地区提高大米产量，当地农民将耕地人为地改造成了水田，炕板梯田由此产生。 
莞岛的炕板梯田因其特殊的价值、耕作方式及高效性，符合联合国粮食及农业组织（FAO）对全球重要农业文化遗产（ GIAHS, Globally Important Agricultural Heritage Systems ）的严苛要求，于2013年1月22日正式被正式选定为韩国国家重要农业遗产一号。

### 虎岩

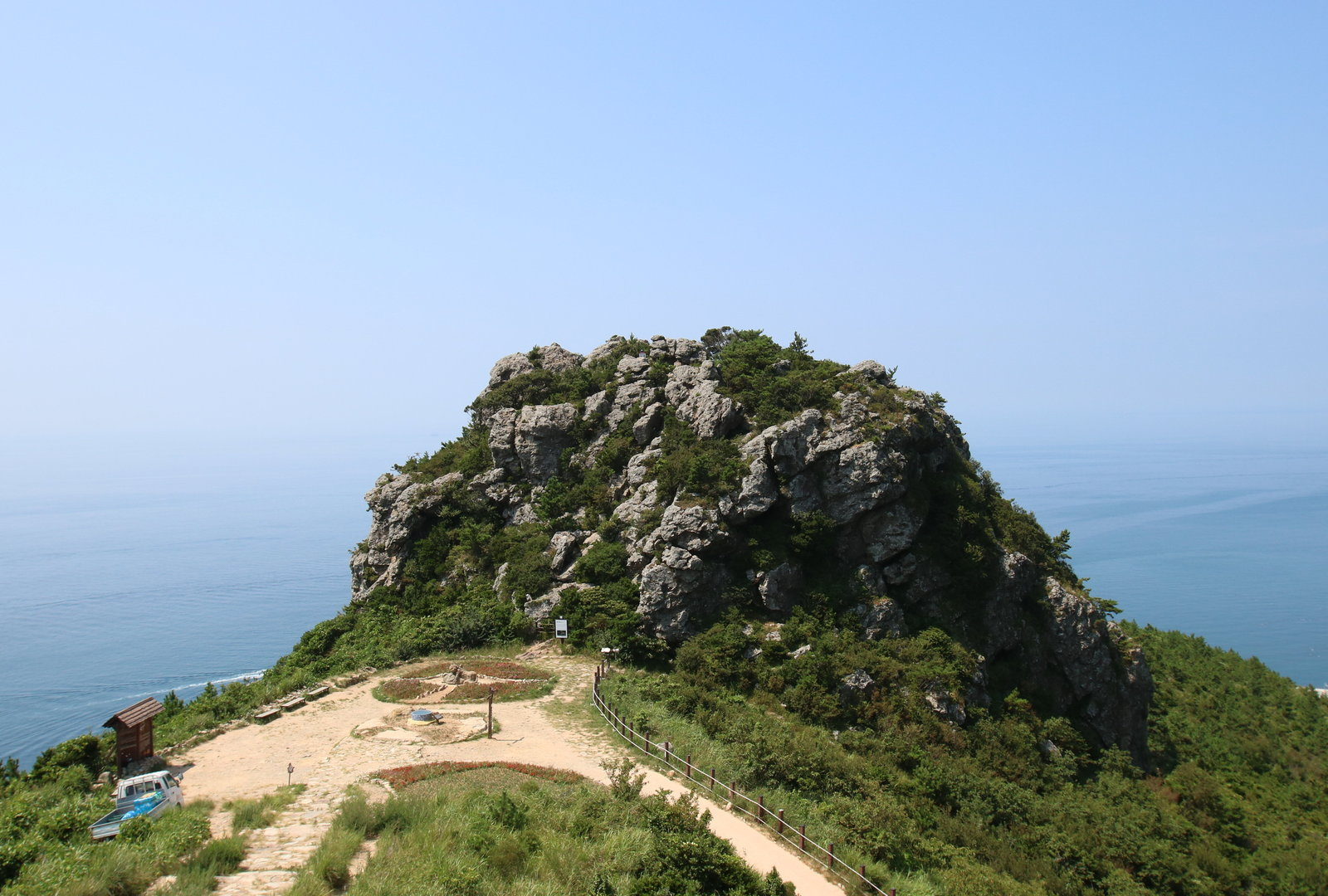
Beombawi

关于虎岩有一个传说。很久很久以前，青山岛上住着一只老虎，一天，老虎向着岩石咆哮时被自己的怒吼声惊吓后逃出了青山岛。虎岩拥有很强的磁力，指南针在虎岩附近时会变得指向混乱，因此变得更加神秘，而被称为神秘的岩石。站在虎岩上远眺可以将青山岛的景色尽收眼底，天气晴朗时还可远眺丽瑞岛、巨文岛甚至济州岛。

### 漫步道
青山岛漫步道本是连接各个村落的常用步行道，因道路两旁风景秀丽，行人经过时会不自觉地放慢脚步，因此被称为漫步道。2010年总长42.195千米的11条漫步路线全线开通。每个路线都有其独特的风景、居民及故事，整个漫步道于2011年被国际慢城联盟评定为第一号世界漫步道，漫步道的美丽得到了公认。

### 電影拍攝地
由林权泽导演执导的电影《西便制》在此拍摄以后该地区即成为了备受瞩目的观光地，之后KBS电视台的电视剧《春天华尔兹》和SBS的电视剧《女人的香气》也均在此取景拍摄。

### 電視劇拍攝地
- 由趙秀沅導演执導的電視劇《皮諾丘》在此拍摄。
- 由劉鶴贊導演执導的電視劇《頂級巨星柳白》亦在此拍摄。

### 文化节
青山岛每年4月都会举办“青山岛漫步节”，漫步节持续时间为整个月。